# Castelo Lews

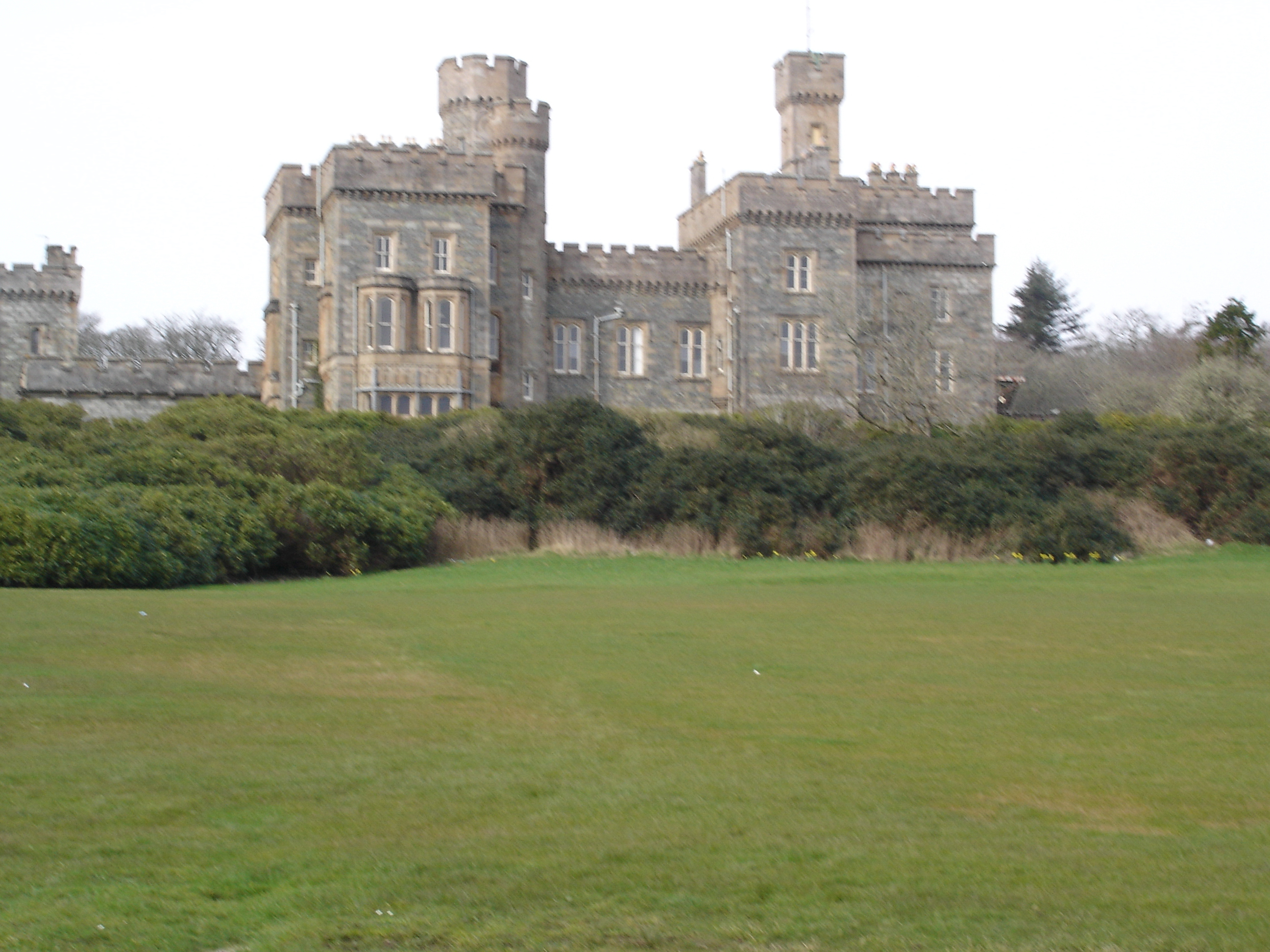
Castelo Lews, Escócia

O Castelo Lews (em inglês:  Lews Castle) é uma mansão acastelada do século XIX localizada em Stornoway, Hébridas Exteriores, Escócia.

## História
Foi desenhada pelo arquiteto escocês Charles Wilson e construído entre os anos de 1847-51 para Sir James Matheson.
Encontra-se classificada na categoria "A" do "listed building" desde 25 de março de 1971.